# Señal digital
La señal digital es un tipo de señal en que cada signo que codifica el contenido de la misma puede ser analizado en término de algunas magnitudes que representan valores discretos, en lugar de valores dentro de un cierto rango. Ejemplo, el interruptor de la luz solo puede tomar dos valores o estados: abierto o cerrado, o la misma lámpara: encendida o apagada (véase circuito de conmutación). Esto no significa que la señal físicamente sea discreta ya que los campos electromagnéticos suelen ser continuos, sino que en general existe una forma de discretizarla unívocamente.
Los sistemas digitales, como por ejemplo el ordenador, usan la lógica de dos estados representados por dos niveles de tensión eléctrica, uno alto, H y otro bajo, L (de High y Low, respectivamente, en inglés). Por abstracción, dichos estados se sustituyen por ceros y unos, lo que facilita la aplicación de la lógica y la aritmética binaria. Si el nivel alto se representa por 1 y el bajo por 0, se habla de lógica positiva y en caso contrario de lógica negativa.
Cabe mencionar que, además de los niveles, en una señal digital están las transiciones de alto a bajo y de bajo a alto, denominadas flanco de bajada y de subida, respectivamente. En la figura se muestra una señal digital donde se identifican los niveles y los flancos. 

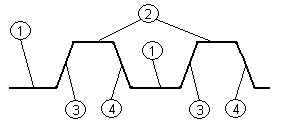
Señal digital: 1) Nivel bajo, 2) Nivel alto, 3) Flanco de subida y 4) Flanco de bajada.

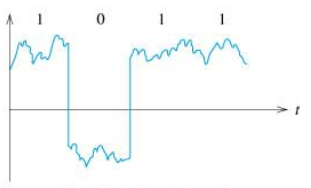
Señal digital con ruido

Es conveniente aclarar que, a pesar de que en los ejemplos señalados el término digital se ha relacionado siempre con dispositivos binarios, no significa que digital y binario sean términos intercambiables. Por ejemplo, si nos fijamos en el código Morse, veremos que en él se utilizan, para el envío de mensajes por telégrafo eléctrico, cinco estados digitales, que son:
punto, raya, espacio corto (entre letras), espacio medio (entre palabras) y espacio largo (entre frases).
Referido a un aparato o instrumento de medida, se dice que el aparato es digital cuando el resultado de la medida se representa en un visualizador mediante números (dígitos) en lugar de hacerlo mediante la posición de una aguja, o cualquier otro indicador, en una escala.

## Ventajas de las señales digitales
1. Ante la atenuación, puede ser amplificada y reconstruida al mismo tiempo, gracias a los sistemas de regeneración de señales.
2. Cuenta con sistemas de detección y corrección de errores, en la recepción.
3. Facilidad para el procesamiento de la señal. Cualquier operación es fácilmente realizable a través de cualquier software de edición o procesamiento de señal.
4. Permite la generación infinita con pérdidas mínimas en la calidad. Esta ventaja solo es aplicable a los formatos de disco óptico; la cinta magnética digital, aunque en menor medida que la analógica (que solo soporta como mucho 4 o 5 generaciones), también va perdiendo información con la multigeneración.
5. Las señales digitales se ven menos afectadas a causa del ruido ambiental en comparación con las señales analógicas y permite que haya menos interferencia sea una señal fluida o continua.

## Inconvenientes de las señales digitales
1. Necesita una conversión analógica-digital previa y una decodificación posterior en el momento de la recepción.
2. Requiere una sincronización precisa entre los tiempos del reloj del transmisor con respecto a los del receptor.
3. Pérdida de calidad cada vez mayor en el muestreo respecto de la señal original.